# Allacta bipunctata
Allacta bipunctata är en kackerlacksart som först beskrevs av Walker, F. 1869.  Allacta bipunctata ingår i släktet Allacta och familjen småkackerlackor. Inga underarter finns listade i Catalogue of Life.